# Lilia Aragón
Lilia Isabel Aragón del Rivero (Cuautla, Morelos, 22 de setembro de 1938 – Cuernavaca, 2 de agosto de 2021) foi uma atriz de cinema, teatro e televisão mexicana.
Ganhou o prêmio da Academia Mexicana de Ciências e Artes Cinematográficas na categoria "Performance Feminina" pelo filme "Ángel de Fuego".

## Biografia
Lilia é filha de Eliseo Aragon Rebolledo. Seus avós eram proprietários da tenda Ofelia.
Ela estudou interpretação na Escola de Artes Teatrais e do Centro Universitário de Teatro (CUT) e logo entrou na oficina de teatro Hugo Argüelles. Também foi aluna dos professores Fernando Wagner, Jose Luis Ibanez e Hector Mendoza. Ele também estudou a linguagem do corpo e da pantomima com Alejandro Jodorowsky e fez cursos com Hector Azar.
Casou duas vezes, primeiro com Enrique Soto, com quem teve três filhos: Gabriela, Enrique e o ator Alejandro Aragon. Após seu divórcio ela se casou com o editor Guillermo Mendizabal, com quem teve seu quarto filho, Paul. Mas o casamento também fracassou. Em seguida, ela trabalhou como escritor de quadrinhos para várias publicações de Posada Editorial, como Duda (1971) e Professor Planet (1974). É avó de cinco netos.
Em 2006, a atriz disputou o cargo de secretaria-geral da ANDA com o ator Sergio Goyri. Lilia saiu vencedora com 895 votos, contra 650 do Sergio. A atriz deixou o cargo em 2009.
Lilia morreu em Cuernavaca no dia 2 de agosto de 2021.

## Carreira

### Telenovelas
- Mujeres de negro(2016)... Catalina Suárez Vda. de Lombardo
- Simplemente María (2015)... Constanza
- Hasta el fin del mundo (2015) .... Yuba
- Amores verdaderos  (2012-2013) .... Odette Ruiz Vda. de Longoria
- Esperanza del corazón (2011) .... "La Tocha" '
- La esposa virgen (2005) .... Aurelia Betancourt Vda. de Ortizo
- Rubí (2004) .... Nora de Navarro
- Velo de novia (2003) .... Enriqueta Del Moral
- Abrázame muy fuerte (2000-2001) .... Efigenia de la Cruz y Fereira
- María Isabel (1997-1998) .... Rosaura
- Pueblo chico, infierno grande (1997) .... La Tapanca
- La sombra del otro (1996) .... Marina Morales
- Más allá del puente (1993-1994) .... Ofelia Villalba Vda. de Fuentes
- De frente al sol (1992) .... Ofelia Villalba Vda. de Fuentes
- Cuando llega el amor (1990) .... Helena Ríos / Hellen Rivers
- La casa al final de la calle (1989) .... Iris Carrillo
- Morir para vivir (1989) .... Greta
- Cuna de lobos (1986-1987) .... Rosalía Mendoza
- La pasión de Isabela (1984)
- Un solo corazón (1983) .... Graciela
- Déjame vivir (1982) .... Dalia
- J.J. Juez (1979-1980) .... Gilda
- Rosalía (1978-1979) .... Hortensia
- Donde termina el camino (1978) .... María Teresa de Alconero
- Los bandidos del Río Frío (1976) .... Severa
- Ven conmigo (1975)
- Las fieras (1972) .... Gina
- Mis tres amores (1972) .... Arlette
- Angelitos negros (1970) .... Jova
- El mariachi (1970)

### Cinema
- La cama (2012) .... Milagros
- Morgana (2012) .... Tía Carolina
- Sin sentido (2002) .... Carlota Elizarrarás
- Dos gallos de oro (2002)
- En las manos de Dios (1996)
- La insaciable (1992)
- Ángel de fuego (1992) .... Refugio
- Ciudad sin ley (1990)
- Crimen imposible (1990)
- A garrote limpio (1989)
- Moon spell (1987)
- Veneno para las hadas (1984) .... Mamá de Flavia (voz)
- Tepito sí (1982)
- La Guera Rodríguez (1978)
- La mujer perfecta (1977)
- El Rey (1975) .... Melchorita
- Payo - un hombre contra el mundo (1974)
- El jardín de tía Isabel (1971)
- Alguien nos quiere matar (1969) .... Friné, esposa de Omán
- Mictlan o la casa de los que ya no son (1969)

### Teatro
- Las viejas vienen marchando
- Los monólogos de la vagina
- Muerte sin fin
- Examen de maridos
- Divinas palabras
- Los argonautas
- Juego de reinas
- El ritual de la salamandra
- Nube nueve
- Machos
- La casa de Bernarda Alba
- Bodas de sangre

## Prêmios e indicações

### TVyNovelas
| Ano  | Categoria                | Telenovela       | Resultado |
| ---- | ------------------------ | ---------------- | --------- |
| 2006 | Melhor atriz antagonista | La esposa virgen | Indicado  |
| 1987 | Melhor atriz antagonista | Cuna de lobos    | Indicado  |